# 天龍村の霜月神楽
天龍村の霜月神楽（てんりゅうむらのしもつきかぐら）は、長野県下伊那郡天龍村に伝わる民俗芸能の霜月神楽。

## 概要
霜月神楽は、その名前の通り霜月（旧暦11月）に行われる、神に収獲を感謝するための神楽である。天龍村の霜月神楽は、以下の3つの祭で行われる神楽の総称で、1978年5月23日に「天竜村の霜月神楽」という名称で重要無形民俗文化財に指定された。いずれも湯立神楽の形態である。
- 向方（むかがた）地区 天照皇大神宮の「向方お潔め祭り」（1月3日）
- 坂部（さかんべ）地区 大森山諏訪神社の「坂部の冬祭り」（1月4日）
- 大河内地区 池大神社の「例祭」（1月5日）

なお、徳間書店から発売されている「千と千尋の神隠し-Spirited away」では、この神楽が映画「千と千尋の神隠し」に影響を与えたとしている。（インタビューでは遠山の霜月祭ともとれる発言をしている）

### 向方お潔め祭り
祭日の朝、氏子総代たちは近くの川で禊をし、夕方からの湯立神楽に備える。「順（ずん）の舞」で祭が始まり、持ち物を八回替える「花のようとめ舞」の後、湯立が6立ほど続く。それぞれの湯立に「湯囃子の舞」があり、祭りを盛り上げる。
鳥居の先で舞堂の注連縄を焼く「よなふねこぎ」に続き、湯立をしていた火を掻き出し、その上で「順の舞」を舞う。しめくくりは「数の湯」で、参加した村人全員が釜を囲み、歌ぐらを唱え、湯を立て、新春の幸せを予祝する。

### 坂部の冬祭り
神子（かみこ）という、幼少期に神に願をかけた者が13歳を迎えて生まれ変わりの式を挙げ、神の子となり祭に奉仕する人を中心に行われる。
祭日の夕暮れに、天竜川で禊をし、下の森から上の森へお練りがあり、神前での祭典、湯立ての釜のお清め、神子による「順の舞」が行われる。囃子に合わせて、白衣をまとって花笠をかぶり鈴を手にした少年4人が「花の舞」を2時間ほど舞い続ける。
「本舞」と「湯立」5立の後、「面形の舞」へと移り、「たいきり面」、「獅子舞」、「天公鬼面」、「小公鬼面」が続き佳境を迎える。「水王様」が無病息災を願って湯釜の湯を人々にかけ、「火王様」が辺りを鎮める。「翁面」の問答、「日月面」や「女郎面」の道化、「海道下り」の問答、「魚釣り」の後、面形を下の森に送り、「火伏せの舞」で締めくくられる。